# Cymopterus lapidosus
Cymopterus lapidosus är en flockblommig växtart som först beskrevs av Marcus Eugene Jones, och fick sitt nu gällande namn av Marcus Eugene Jones. Cymopterus lapidosus ingår i släktet Cymopterus och familjen flockblommiga växter. Inga underarter finns listade i Catalogue of Life.